# Les Clouzeaux
Les Clouzeaux è un comune francese soppresso e frazione del dipartimento della Vandea nella regione dei Paesi della Loira. Dal 1º gennaio 2016 si è fuso con il comune di Aubigny per formare il nuovo comune di Aubigny-les-Clouzeaux.

## Società

### Evoluzione demografica
Abitanti censiti